# Sege å
Sege å är ett vattendrag i västra Skåne. Ån utgår från Börringesjön, 49 meter över havet, och mynnar efter omkring 40 kilometer i Lommabukten i Öresund.

## Beskrivning
Sege ås flodområde är omkring 200 km². Ån utgår från Börringesjön, som ligger 49 m över havet på gränsen mellan Svedala kommun och Trelleborgs kommun, och rinner först västerut förbi Svedala. Efter cirka 10 kilometer böjer den av åt nordväst, mot Oxie, och går därefter norrut och bildar en omkring 10 kilometer lång gräns mellan Svedala kommun och Malmö kommun. Den rinner vidare in i Staffanstorps kommun, där den vänder västerut och går genom Burlövs kommun innan den kommer in i nordöstra Malmö, vid Segevång och Sege industriområde. Den mynnar i södra Lommabukten, vid nordöstra änden av Malmös hamnområde, på gränsen mot Burlövs kommun.
Större sjöar i Sege ås avrinningsområde är, förutom Börringesjön, även Fjällfotasjön (51 meter över havet) och Yddingesjön (43 meter över havet), båda i Svedala kommun. En smärre del av åns avrinningsområde ligger i Lunds kommun.

## Historia
De äldsta mänskliga lämningarna från området är omkring 11 000 år gamla och hittade nära åns utlopp i Öresund. Under medeltiden låg riksborgen Lindholmen vid ån, nära Börringesjön. 
Ån nämndes i ett kungligt brev från år 1500. När Malmö 1717 rustade upp sina fästningsverk på befallning av Karl XII, grävdes en kanal från Sege å vid Görslövs kvarn till Rörsjöarna för att tillgodose behovet av rinnande vatten. År 1856 togs sydligaste biten av Södra stambanan mellan Malmö och Lund i bruk. Då dämdes ån och en del av dess vatten leddes via en nygrävd kanal till Östra hamnkanalen, vid nuvarande Slussplan i Malmö. Denna kanal användes in på 1900-talet för att pumpa avloppsvatten i andra riktningen, ut i Sege å. 
Länsstyrelsen fastställde ett kontrollprogram för utsläpp i ån 1965. 1988 bildades Segeåns Vattendragsförbund med bland annat de sju berörda kommunerna som medlemmar.